# Robert Ford III
Pour les articles homonymes, voir Ford.
Robert Ford III, né en 1999 à Portland, est un joueur américain de basket-ball évoluant au poste de meneur pour les Vipers de Rio Grande Valley.

## Biographie

### Parcours universitaire

#### Clackamas Community College (2018-2020)
Robert Ford III commence sa carrière universitaire au Clackamas Community College, où il se distingue rapidement comme l’un des meilleurs joueurs de son équipe. Lors de la saison 2019-2020, il affiche des moyennes impressionnantes de 22,6 points, 10,5 rebonds et 6,2 passes décisives par match, attirant l'attention de programmes de niveau supérieur.

#### Idaho State (2020-2022)
Ford rejoint ensuite les Bengals d'Idaho State en  NCAA. Il dispute l’intégralité de la saison 2020-2021 en tant que titulaire, enregistrant en moyenne 10,2 points, 7,1 rebonds et 3,5 passes décisives par match. Sa capacité à contribuer des deux côtés du terrain lui vaut une reconnaissance dans la Big Sky Conference.

#### Montana State (2022-2024)
Après une année quasiment blanche en 2021, Ford rejoint les Bobcats de Montana State en 2022. Il devient rapidement un joueur clé de l’équipe, aidant les Bobcats à se qualifier pour trois tournois NCAA consécutifs. Lors de la saison 2023-2024, il est nommé dans le premier cinq de la Big Sky Conference et reçoit diverses distinctions défensives.
Il termine sa carrière universitaire avec des moyennes de 16,1 points et 7,7 rebonds par match sur sa dernière saison.

### Carrière professionnelle
En juillet 2024, après une saison réussie avec Montana State, Ford signe un contrat professionnel avec les Würzburg Baskets en BBL, la première division allemande. Blessé à l'approche du camp d'entraînement, la signature de son contrat avec le club allemand est finalement annulée.
En octobre 2024, il est invité au camp d'entraînement des Vipers de Rio Grande Valley, club évoluant en G-League. À la suite de ce passage concluant, il signe définitivement avec le club pour le reste de la saison.
Le 8 mars, il rejoint le club letton du Rīgas Zeļļi, évoluant en première division lettone.

### Universitaires
| Saison    | Équipe        | Matchs | Titul. | Min./m | % Tir | % 3pts | % LF | Rbds/m. | Pass/m. | Int/m. | Ctr/m. | Pts/m. |
| --------- | ------------- | ------ | ------ | ------ | ----- | ------ | ---- | ------- | ------- | ------ | ------ | ------ |
| 2020-2021 | Idaho State   | 24     | 24     | 31.5   | 41.1  | 36.3   | 74.2 | 7.2     | 3.1     | 1.2    | 0.2    | 11.4   |
| 2021-2022 | Idaho State   | 9      | 9      | 29.6   | 42.6  | 40.4   | 84.0 | 4.6     | 1.0     | 0.4    | 0.2    | 10.9   |
| 2022-2023 | Montana State | 35     | 2      | 20.8   | 28.6  | 26.2   | 76.6 | 3.2     | 1.8     | 0.9    | 0.1    | 4.4    |
| 2023-2024 | Montana State | 35     | 35     | 32.5   | 48.5  | 42.6   | 77.3 | 7.7     | 3.0     | 2.9    | 0.2    | 16.1   |
| Carrière  | Carrière      | 103    | 70     | 28.6   | 42.1  | 35.8   | 76.8 | 5.6     | 2.5     | 1.5    | 0.2    | 10.5   |

## Palmarès

### Universitaire
- MVP du tournoi de la Big Sky Conference (2024)
- premier cinq de la Big Sky Conference (2024)
- Sélectionné au Tournoi NCAA (2022, 2023, 2024)